# Callen
Callen är en kommun i departementet Landes i regionen Nouvelle-Aquitaine i sydvästra Frankrike. Kommunen ligger i kantonen Sore som tillhör arrondissementet Mont-de-Marsan. År 2022 hade Callen 145 invånare.

## Befolkningsutveckling
Antalet invånare i kommunen Callen
Referens:INSEE